# Vzhodnofrankovska država
Vzhodnofrankovska država ali Vzhodnofrankovsko kraljestvo (latinsko regnum francorum orientalium) je bila država, ki je nastala z delitvijo Frankovskega cesarstva leta 843 in je bila zgodnjesrednjeveška predhodnica Svetega rimskega cesarstva.

## Zgodovina
Z verdunsko pogodbo leta 843 so sinovi Ludvika Pobožnega (umrl leta 840) Lotar I. Karolinški, Karel Plešasti in Ludvik II. Nemški končali boj za oblast in uredili skupna pravila. Lotar je dobil osrednji del, Karel zahodni in Ludvik vzhodni del cesarstva, predvsem germansko govorečih dežel. Med njimi so bile vojvodine Alemanija, Bavarska, Saška in Turingija, pa tudi severne in vzhodne marke z Danci in Slovani. Sodobni kronist Regino Prümski je zapisal, da bi lahko bili "različni ljudje" (diversae nationes populorum) Vzhodnofrankovske večinoma germansko in slovansko govoreči, "razlikovali so se med seboj v tekmovanju, trgovanju, jeziku in zakonih" (genere moribus lingua legibus).
Po smrti zadnjega vzhodnofrankovskega Karolinga leta 911 je bila izvolitev Konrada I. za kralja pomemben korak na poti do neodvisnega kraljestva. Ta razvoj je bil leta 962 s kronanjem Otona I. končan in se šteje za začetek Svetega rimskega cesarstva.

### Nazadovanje Frankovskega cesarstva
Delitev leta 843 je bila le delitev oblasti. Ujemala se je s frankovsko navado in ni pomenila, da je to konec skupnega frankovskega cesarstva. Ludvik I. Pobožni je leta 817 poskušal v aachenskem rajhstagu z dednim pravom zagotoviti enotnost cesarstva, ki pa je bilo leta 829 ponovno onemogočeno, ker se je lotil prenove v korist Karla, svojega sina iz drugega zakona. To je sprožilo boj za oblast, ki je bil končan leta 943 z Verdunsko pogodbo. To ni bila trajna rešitev imperija pod enim vladarjem, vzhod in zahod sta se celo še bolj oddaljila. To je bila posledica tega, da so boji za moč med Karolingi povzročili zanemarjanje boja proti zunanjim sovražnikom. Opustošenje, ki so ga povzročali cesarstvu Normani, Saraceni in od leta 899 dalje Madžari, je povzročilo izgubo ugleda Karolinške dinastije in omejene možnosti za vzpon lokalnih voditeljev.

### Vzhodnofrankovski Karolingi
Območje, ki je pripadlo Ludviku II. Nemškemu je bilo manjše in manj razvito kot zahodni del. Še vedno pa je imel Ludvik pravico, da imenuje škofa.  Kraljevo palačo, ki naj bi bila središče kraljestva, je postavil v Regensburg in  Frankfurt in si s porokami med vzhodnofrankovskim plemstvom in svojo dinastijo utrdil položaj na različnih plemenskih območjih. Z nadaljnjim širjenjem krščanske vere med Slovani je nadaljeval širjenje na vzhod. Niti množičen krst češkega plemstva leta 845, niti postavitev krščanskega Rastislava leta 846 nista Ludviku na Velikomoravskem pomagala zagotoviti nadvlade nad Karolingi. Po smrti Lotarja I. leta 855 je bilo Srednjefrankovsko kraljestvo razdeljeno, spopadi s Karlom Plešastim so bili pogosti zaradi dodelitve osrednjih območij in vprašanja, katera veja družine naj bi prejela cesarsko dostojanstvo. Leta 870 je bila v skladu z Mersenskim sporazumom razdeljena Lotaringija, vendar je bila leta 880 po Ribmonskem sporazumu v celoti prenesena na Vzhodno kraljestvo. Po smrti Lotarjevega sina Ludvika II., od leta 855 cesar, je bil Karel Plešasti (umrl 877) s podporo papeža Janeza VIII. leta 875 kronan za cesarja. V naslednjih bitkah je Ludvik II. Nemški umrl leta 876.
Po njegovem navodilu je bilo vzhodno kraljestvo razdeljeno med njegove sinove Karlmana (umrl 880), Ludvika III. mlajšega (umrl 882) in Karla III. Debelega. Karel Debeli (umrl 888) je po smrti brata zahodnofrankovskega kralja Ludvika II. ter smrti njegovih dveh sinov  Ludvika III. (umrl 882) in Karlmana II. (umrl 884) skupaj s Karlom Velikim leta 885 za kratek čas združil imperij. Medtem ko je Karel uresničeval svoje želje, so se vdori Normanov okrepili in močno prizadeli zahod. Središče moči se je premaknilo proti vzhodu in zahodnofrankovski plemiči so ponudili Karlu Debelemu zahodno krono. Trpljenje zaradi Karlove epilepsije ni moglo zaščititi imperija. Izguba njegovega slovesa je bila tako močna, da ga je Karlov nezakonski sin Arnulf Koroški tik pred smrtjo odstavil. Ponovna združitev pod enim vladarjem je ostala le želja.
Karolingi so izgubili avtoriteto, tako da je bil na zahodu zaradi svojega odpora proti Normanom za kralja izvoljen nekarolinški pariški grof Odo. Kljub temu pa je njegov nasprotnik Karel III., vnuk Karla Plešastega, opravičeval svojo nasledstveno pravico po Arnulfu.
Junija 888 je kralj Arnulf sklical svet v Mainzu z navzočnostjo treh nadškofov iz vzhodnofrankovskega kraljestva – Wilberta iz Kölna, Liutberta iz Mainza in Ratboda iz Trierja – in nadškofov iz zahodnofrankovskega kraljestva iz Reimsa (Fulk) in Rouena (Janez I.) skupaj s škofoma iz Beauvaisa in Noyona. Walter Ullmann je zapisal, da je bila prisotnost zahodnih Frankov zaradi "neplodne cerkvene misli" vzhoda in svet je nato sprejel zahodnofrankovske ideje kraljeve posvečenosti in maziljenja. To je bila "prva stopnja združevanja obeh polovic karolinške dediščine". Na drugem cerkvenem zboru v Triburju leta 895 so prelati izjavili, da je Arnulf izbranec Boga in ne ljudi. V zameno je prisegel, da bo branil cerkev in njene privilegije pred vsemi njihovimi sovražniki.
Jasen znak prevlade vzhodnofrankovskega kralja je imel leta 896 za posledico kronanje za cesarja. Ko se je vračal iz Italije, ga je zadela kap, kar mu je preprečilo uresničevanje nadaljnjih ciljev. Po njegovi smrti leta 899 je bil njegov sedem let star sin Ludvik IV. Otrok v letu 900 kronan za kralja vzhodnega kraljestva pod vodstvom nadškofa Hatta I. iz Mainza, vendar ni bil maziljen. Njegovo "vladanje" je bilo tudi s pomočjo nadškofa Hatta iz Mainza pod vplivom nastajajoče nevarnosti Madžarov pod vodstvom Árpáda, ki je napadel že leta 899 v Italiji in po dveh pomembnih zmagah leta 906 in 910 pustošil vzhodno kraljestvo skoraj leto dni. Ko je Ludvik Otrok konec septembra 911 umrl, je bil 10. novembra frankovski vojvoda Konrad izvoljen, da ga nadomesti in je postal prvi nemški kralj, ki je prejel maziljenje.

### Izvolitev Konrada in vzpostavitev vojvodine
Čeprav so bili zaradi Karla Velikega starejši plemenski vojvode zmedeni, so prebivalci vzhodnofrankovskega cesarstva še vedno živeli v skladu s svojim plemenskim izvorom z različnimi plemenskimi pravicami. Ko je Ludvik Nemški uporabil svoje sinove kot kralje starodavnih plemenskih območij, je bilo razlikovanje dodatno spodbujeno s plemenskimi mejami v cesarstvu. Neskončne bratomorne vojne in vdori zunanjih sovražnikov, ki sta jih financirala, zlasti med vladanjem Ludvika Otroka, duhovščina in plemstvo v vzhodnofrankovskem cesarstvu, so povzročile nadaljnjo izgubo ugleda karolinške dinastije. V obrambi pred zunanjimi sovražniki se je okrepil položaj močnih lokalnih plemičev. Pogosto so kot vodje njihove plemenske zveze dejansko vodili boj proti Normanom in Madžarom. Zaradi tega je najmočnejše plemstvo obmejnih območij na Saškem in Bavarskem sorazmerno zgodaj doseglo položaj vojvode. Od okoli leta 900 so tudi močni plemiči na Švabskem in v Frankovski skušali doseči vojvodski položaj. Ob smrti Ludvika Otroka leta 911 so bili že trije sedeži plemenskih vojvod na Saškem, Bavarskem in v Frankovski, ki so raje kot karolinškega izbrali frankovskega in nekarolinškega Konrada I. kot novega skupnega vzhodnofrankovskega kralja. Lorena se je ob tej priložnosti pridružila zahodnemu kraljestvu. Zaradi zunanje grožnje in občutka solidarnosti se je oblikovalo neodvisno kraljestvo s (tako imenovanimi mlajšimi) plemenskimi vojvodinami Frankovsko, Saško, Bavarsko, Švabsko in od 925 tudi Loreno.
Ko je Konrad I. poskušal upoštevati cerkev, mu ni uspelo uveljaviti svoje vladavine proti vojvodom. Po neuspešnih poskusih, da bi ponovno osvojil Loreno, je bil njegov ugled močno oslabljen, saj sta se leta 913 bavarski vojvoda Arnulf in Erhanger Švabski borila proti Madžarom, kralj pa ne. Poskusi, da bi uveljavil svojo voljo pred njima in mogočnim vojvodom Henrikom Saškim, mu niso uspeli. Konrad je tik pred svojo smrtjo leta 918 prepričal svojega brata Eberharda, da odstopi od nasledstva in podpre Henrika. Po mnenju poznejših kronistov je bilo to storjeno, ker ni bilo verske kraljevine.

### Henrik I.
Henrik, ki so ga izbrali Sasi in Franki, je nadaljeval previdno. Z vojvodo Arnulfom Bavarskim in Burhardom II. Švabskim se je sporazumel in do leta 920 ni bilo bojev. Priznala sta njegovo vladavino in zadržala pomembno pravico do razpolaganja s cerkvijo. To možnost je Henrik izkoristil za dodaten miroljuben nastop v Zahodnofrankovskem kraljestvu z osvajanjem Lorene leta 925. Vdor Madžarov leta 926 obrne srečo njemu v prid, ko mu je uspelo ujeti madžarskega princa in je dosegel devetletno premirje. Na državnem zboru v Wormsu leta 926 je dobil priznanje za svoje regentstvo. Medtem je pokojnega vojvodo Burharda zamenjal Henrikov mož kot predzadnji vojvoda po kanonskem pravu. Sprejeta so bila grajska pravila, reorganizirana je bila straža in njegov ugled zaradi nepodpiranja Rudolfa Burgundskega se je povečal, kar bi lahko bila priložnost za pridobitev pomembne relikvije, svetega kopja, ki naj bi imelo pozneje pomembno vlogo pri presoji zmage Otona I. Pozneje pomirjen Henrik je v več akcijah proti Slovanom leta 933 dosegel pomembno zmago proti Madžarom, nadalje proti Normanom na severu in leta 935 je zahodnofrankovski kralj priznal njegovo vladavino nad Loreno. Tik pred smrtjo leta 936 je še enkrat potrdil nasledstvo svojega sina za vojvodo.

### Oton I.
Izvolitev Otona I. v Aachnu je bila skrbno uprizorjena in je poudarila zahtevo po moči saške dinastije in vzpostavitvi povezave s splošnim zahtevkom po oblasti Karla Velikega. Toda to je bilo treba narediti. Oton se je spoprijel s slovanskim uporom svojih bratov Thankmarja in Heinricha, ki nista bila zadovoljna z nadomestilom premoženja kot nadomestkom za del pravic v skladu s frankovskimi običaji. Poleg tega se je moral Oton posvetiti tudi neposlušnemu mlademu vojvodi Bavarske, ki mu ni hotel prepustiti pomembnih pravic do cerkve. Leta 939 pa je bil Oton zmagovalec. Posledica je bila neomejena pravica do nasledstva najstarejšega sina in reorganizacija vojvodinj. Saška in Frankovska sta ostali neposredno v rokah kralja, medtem ko je v Loreni ponovno ustoličil Heinricha. V Bavarski in Švabski vojvodini so bili povezani s poroko. Oton je dosledno nadaljeval to politiko in širil svoj vpliv, če je le bilo mogoče, s svojo družino.
Ko si je Berengar II. Italijanski leta 950 prizadeval vladati v Italiji, je Oton videl, da je prišel  čas, da razširi svoj vpliv na jug. Po temeljitih pripravah se je Oton preselil v Italijo, prevzel lombardijsko čast in se poročil z Adelajdo, vdovo nekdanjega kralja Italije. Preden je lahko nadaljeval iskanje cesarskega dostojanstva, se mu je  uprl sin Liudolf Švabski, ki se bal za svoj prestol. Leta 954 so madžarski notranji spori podžgali napad in obleganje Augsburga. Oton je potreboval zunanjega sovražnika, da je uredil vse spore in leta 955 premagal Madžare z veliko vojsko v znamenju zmage svetega kopja pri Lechfeldu pred Augsburgom. Ta zmaga je povečala njegov sloves daleč čez meje njegovega kraljestva. Pridobil si je cesarsko dostojanstvo. Berengar se je v Italiji ponovno oborožil za napad na Rim in papež je Otona poklical na pomoč (960). Po temeljitih pripravah, ki so se začele leta 961, mu je drugi pohod v Italijo 2. februarja 962 prinesel kronanje za cesarja.
Na tretji italijanski odpravi 966–972 je Oton s pomočjo papeža ustanovil nadškofijo Magdeburg, ki je podpirala že doseženo vzpostavitev mejne grofije in vzpostavitev škofij ob širjenju na vzhod. Po dolgotrajnih sporih z Bizantinskim cesarstvom v južni Italiji se je  njegov sin Oton poročil s Teofano, bizantinsko princeso. Tudi Oton je svojo moč širil z vključevanjem usposobljenih duhovnikov pri upravljanju cesarstva. Ko je Oton I. leta 973 kmalu po sestanku v Quedlinburgu umrl, so na poslaništvih vse Evrope dokumentirali sijaj njegove hiše, v Evropi je bil ustanovljen hegemonski položaj novega Svetega rimskega cesarstva.

## Vzhodnofrankovski kralji
- Ludvik II. (Nemški), (805/809–876), kralj od 817 na Bavarskem in od 843 (po verdunski pogodbi) v Vzhodnofrankovski državi
- v delu cesarstva:
  - Karlman, (okoli 830–880), 876–880 kralj Bavarske, 877–879 tudi kralj Italije
  - Ludvik III., mlajši, (835–882), kralj 876–882 v Frankovske, Saške in Turingije, od 880 tudi Bavarske
- Karel III. (839–888), kralj Alemanije od 876, od 879 tudi kralj Italije, do 882 kralj celotne Vzhodnofrankovske (tudi sveti rimski rimski cesar od 881)
- Arnulf Koroški, (850–899), kralj od 887, sveti rimski cesar od 896
- Ludvik IV., (893–911), kralj od 900 do 911
- Konrad I., (881–918), kralj od 911 do 918
- Henrik I., (875/876–936), kralj od 919 do 936
- Oton I. (Veliki, 912–973), vzhodnofrankovski kralj od 936, sveti rimski cesar od 962

## Cerkev
Tri dejavnosti samostanov so pripomogle k samostojnosti frankovskih kraljestev: služenje vojski, letno darovanje denarja ali delo in molitve za kraljevo družino in kraljestvo. Znane so kot servitium regis ("kraljeva storitev").  Po evidenci v Notitii de servitio monasteriorum (seznam samostanov in storitev) so seznam pripravili okoli letu 817, vojaščina in denarne donacije so bile
resnejša dejavnost v zahodnofrankovskem kot v vzhodnofrankovskem delu. Le štirje samostani, navedeni kot "onkraj Rena" (ultra Rhenum), so morali opravljati te storitve: Lorsch, Schuttern, Mondsee in Tegernsee. 